# Musée naval romain

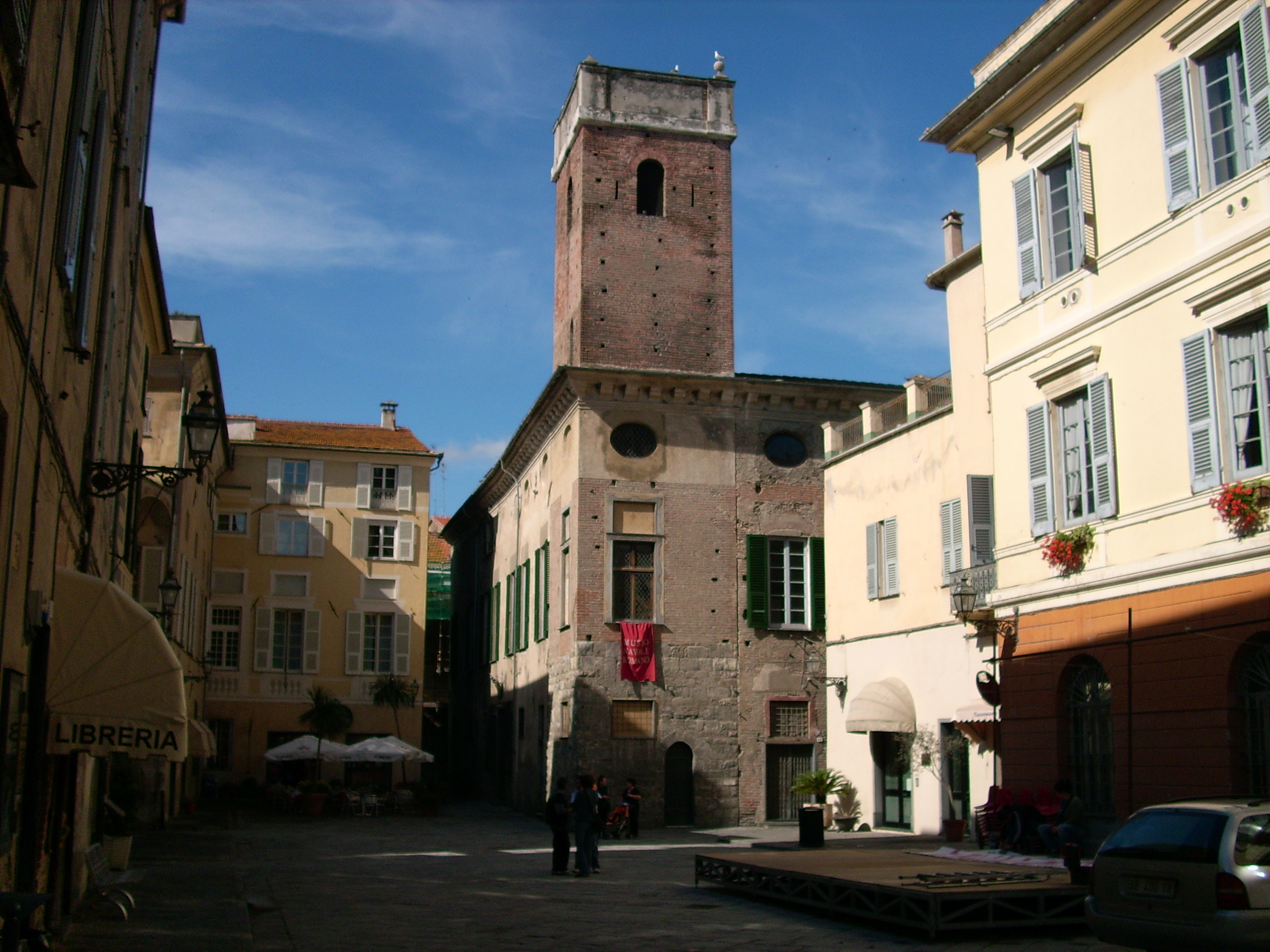
Musée naval romain

Le musée naval romain (en italien, Museo navale romano), encore appelé la Nave di Albenga, est un musée d’archéologie sous-marine qui se trouve, à l’intérieur de l’ancien palais Pelloso Cepolla, dans le centre historique de la commune d’Albenga, en Ligurie.

## Caractéristiques

### L’opération
La naissance du musée est liée à la découverte d’une épave d’un bateau romain dit navis onoreria  du Ier siècle av. J.-C., immergée à 42 mètres de profondeur à environ deux milles du rivage albengasque. En février 1950, les autorités décident de récupérer d’éventuels matériels. Dans sa première phase de travaux le bateau Artiglio - embarcation qui effectue la récupération - met au jour, après quinze jours de travail, plusieurs centaines d’amphores, de nombreux vases (olla), casques de bronze, divers objets de bord (brocs, poêle, creuset en pierre dure), et quelques éléments en bois de la charpente de l‘épave.
En 1962, le Centro Sperimentale di Archéologie Sottomarina - qui a son  siège national à Albenga - dirige une seconde exploration du site de l’épave  effectuée  par le bateau Daino, ainsi que d’autres expéditions sous-marines dans les années suivantes.

### Le bateau
Aujourd’hui, il constitue une des plus grandes épaves d’époque romaine connue en Méditerranée. Long de plus de 40 mètres de long et large d’environ 10 mètres, sa propulsion était exclusivement à voile. Le volume de sa cargaison est estimé à 10 000 amphores.

### La cargaison
Émergée, elle est constituée essentiellement d’amphores de type Dressel 1B  contenant pour la plupart du vin provenant de quelques cités tyrrhéniennes méridionales, mais aussi des noisettes. Imperméabilisées avec une épaisse couche de résine ou de poix, elles sont bouchées hermétiquement avec du liège de 7 cm d’épaisseur, puis cachetées avec du mortier de chaux.
La stabilité de la cargaison est assurée selon un système typique des navis onoraria. Les amphores sont calées et superposées en quinconce sur au moins cinq niveaux, avec le fond encastré entre le vide de celles du dessous et le col tenu par les fonds des amphores de la rangée du dessus.

### Les salles d’exposition
La collection complète du musée conserve les vestiges du bateau romain, mais aussi du matériel sous marin revenu de diverses prospections  sous- marines - de 1957 et puis - autour des fonds marins de l’île Gallinara.
Dans la salle des Fresques, caractérisée par la présence de portails en ardoise du XVIe siècle, est aménagée une collection d’une centaine de pièces de vases en céramique, provenant de l’ancienne pharmacie de l‘hôpital Sainte-Marie-de-la-Miséricorde d’Albenga, à la décoration typique blanche et bleue produite à Savone et Albissola Marina  entre les XVIe et XIXe siècles.
Le parcours muséal se complète par une exposition permanente, inaugurée en 2000, sur la préhistoire du val Pennavaira, zone géographique entre Ligurie et Piémont.

## Sources
- (it) Présentation de la Nave di Albenga sur le site « sullacrestadellonda.it ».